# Live Earth Tokyo
Il Concerto Live Earth di Tokyo ha avuto luogo il 7 luglio 2007 nella capitale del Giappone, presso il centro per convention Makuhari Messe situato nella prefettura di Chiba.

## Ordine delle esibizioni
- Genki Rockets
- Rize
- Ayaka - Mikazuki, Clap, Peace Loving People, Real Voice, Jewelry Day
- Ai Ōtsuka - Renai Shashin, Haneari Tamago, PEACH, CHU-LIP, Happy Days, LOVE MUSiC
- Ai
- Xzibit
- Abingdon Boys School
- Cocco
- Linkin Park - One Step Closer, Lying from You, Somewhere I Belong, No More Sorrow, Bleed It Out, Papercut, Shadow of the Day, From the Inside, The Little Things Give You Away, Numb, What I've Done, In the End, Crawling, Faint
- Koda Kumi - Cherry Girl, But, Kiseki, Freaky, Girls
- Rihanna - Pon de Replay, Break It Off, SOS, Rehab, Breakin' Dishes, Is This Love, Hate That I Love You, Unfaithful, Sell Me Candy, Don't Stop the Music, Shut Up and Drive, Umbrella

## Copertura mediatica
Il concerto è stato trasmesso via internet da MSN, mentre i pezzi salienti dello show sono andati in onda su decine di reti televisive e radiofoniche che hanno seguito i concerti del Live Earth.